# Frotteurisme
Inden for psykiatri er den kliniske term frotteurisme en seksuel perversion hvor personen opnår seksuel tilfredsstillelse ved at gnubbe sig op ad intetanende fremmede i det offentlige rum.